# 日向精義
日向 精義（ひなた せいぎ、1943年2月22日 - ）は、日本の外交官。東京都出身。
慶応義塾大学経済学部卒、同大法学部大学院卒。1970年外務省入省、フランスに語学研修。1988年米国ハーバード大学国際問題研究所フェロー、1989年から1993年在ニューヨーク日本総領事館副総領事、その後、駐メキシコ公使、駐マダガスカル大使、TICAD担当大使、駐モロッコ大使を歴任。
2018年、瑞宝中綬章受章。
| スタブアイコン | サブスタブ | この項目は、まだ閲覧者の調べものの参照としては役立たない、人物に関連した書きかけの項目です。この項目を加筆・訂正などしてくださる協力者を求めています（P:人物伝/PJ:人物伝）。 |